# アルフレード・ディナーレ
アルフレード・ディナーレ（Alfredo Dinale、1900年3月11日 - 1976年12月2日）は、イタリア、マロースティカ出身の自転車競技選手である。

## 経歴
ディナーレは、1900年3月11日にイタリアのマロースティカで生まれた。

### アマチュア時代
1924年、パリオリンピックの団体追い抜きで優勝を果たした。このときのチームメンバーは、アンジェロ・デ・マルティーニ、アウレリオ・メネガッツィ、フランチェスコ・ズッケッティである。同年には、コッパ・ベルノッキでも優勝している。

### プロ転向後
1925年にプロへと転向した。
1928年にはジロ・デ・イタリアに出場し、総合19位という成績を収めた。
1929年のジロ・デ・イタリアでは、総合40位であったものの、区間2勝（第11ステージ、第14ステージ）を挙げた。同年には、ドルトムント6日間レースでカール・ゲーベルと組み優勝を果たしている。
1931年にはパリ6日間レースでピエトロ・リナーリとともに優勝した。